# Романа Шухевича (станция скоростного трамвая)
«Романа Шухевича» (укр. «Романа Шухевича»; в 2000–2008 — «Ватутина», в 2008–2022 — «Генерала Ватутина») — станция Левобережной линии скоростного трамвая в Киеве, расположена между станциями «Каштановая» и Троещина-2.

## История
Открыта 26 мая 2000 года и до 25 октября 2012 года являлась конечной. Названа по одноимённому проспекту. Станция вместе со всей скоростной линией была временно закрыта 1 января 2009 года. В ноябре 2010 года станция заработала вновь. До 2022 года станция носила имя советского генерала Николая Ватутина. 4 января 2022 года станция была переименована в честь Романа Шухевича, главнокомандующего Украинской повстанческой армией.